# ペトロニーユ・ダキテーヌ
ペトロニーユ・ダキテーヌ（Pétronille d’Aquitaine, 1125年頃 - 1193年頃）は、アキテーヌ公ギヨーム10世と妃アエノール・ド・シャテルローの娘。フランス王ルイ7世妃、イングランド王ヘンリー2世妃アリエノール・ダキテーヌの妹。ヴェルマンドワ伯ラウル1世の妃となったが、離婚した。

## 生涯
アリックス（Alix）、オック語でエリット（Aelith）と様々な名で呼ばれた。結婚後はアリックスと呼ばれた一方で、ペトロニーユは幼年時代の名称とみられる。
幼少期は姉アリエノールと一緒に遊び、1130年に母と弟のギヨーム・エグレが亡くなってからは母代わりになった姉に育てられた。明るく社交的な姉と反対に母親似で口数が少ない物静かな性格だったが、姉妹揃って詩と音楽や宮廷の恋愛遊戯に夢中で奔放な少女へと成長したことを心配した父により、1137年に姉と共にポワティエからボルドーのオンブリエール城へ移された。同年、父は娘たちを置いてサンティアゴ・デ・コンポステーラへ巡礼に旅立ったが急死した。
フランス王ルイ7世と結婚した姉にパリの宮廷に連れられて、当時16歳前後と若く美しかったペトロニーユは、義兄ルイ7世の従叔父にあたる壮年のヴェルマンドワ伯ラウル1世と出会い恋愛関係になる。ラウル1世は既に40歳を超え、もしペトロニーユの父ギヨーム10世が当時まだ生きていれば、それよりも年上であったが、凛々しい魅力のある勇敢な隻眼の戦士であり、さらに当時のヨーロッパの貴族社会において親子程歳の開きがある夫婦は珍しくなかった。しかし、ラウル1世は既婚者でブロワ家出身の妻エレオノール・ド・シャンパーニュがいたにもかかわらず、彼は1142年に王妃アリエノールにそそのかされたルイ7世の介入、および王にすり寄ったサンスの司教たち3名の婚姻無効宣言により妻と離婚し、ペトロニーユと結婚した。
しかし、ラウルに離縁されたエレオノールの実兄であるブロワ伯兼シャンパーニュ伯ティボー4世が妹が受けた仕打ちに激怒し、クレルヴォーのベルナルドゥスを派遣して事件をローマ教皇インノケンティウス2世に陳情したため、ラウル1世とペトロニーユ夫妻、ラウル1世と先妻の婚姻の無効を命じたルイ7世、それを宣言した司教たちは教皇によって破門された。教皇は破門の取り下げを約束したが、1143年に約束を撤回した。
フランス王家とブロワ家の間で戦闘が起こり、ルイ7世はヴィトリー＝ル＝フランソワの町を燃やした。最終的に教皇が崩御し、彼の後継者ケレスティヌス2世はランス公会議で破門を解除した。しかし、結局ペトロニーユとラウル1世は離婚し、翌年にラウル1世はティエリー・ダルザスの娘ローレットと再婚した。
その後、ペトロニーユはフランス宮廷の一員であり続け、2番目の夫ヘンリー2世に幽閉されていた姉アリエノールを定期的に訪問していた。ヘンリー2世が死ぬとアリエノールは解放され、ペトロニーユはフランス帰国を計画した。しかし、1189年以後のペトロニーユの記録が不足する。ペトロニーユはイングランドからフランスへ戻る旅の途上で熱を出し、港に到着する前、1190年代初めに亡くなったと伝えられている。

## 子女
夫ヴェルマンドワ伯ラウル1世と結婚している間に1男2女もうけているが、いずれの子も結婚したが、3人とも子宝に恵まれず（次女エレオノールが3人目の夫との間に1人女児を産むが乳児の内に夭折）、ペトロニーユの直系子孫は残っていない。
- エリザベート（1143年 - 1183年） - フランドル伯フィリップ・ダルザスと結婚。実弟ラウル2世死後ヴェルマンド伯位を継承し女伯となる。
- ラウル2世（1145年 - 1167年） - ヴェルマンドワ伯。マルグリット・ダルザスと結婚、しかし子を遺さずハンセン病で若死。
- エレオノール（1148年/1149年 - 1213年） - オストゥルヴァン伯ジョフロワ・ド・エノー、ヌヴェール伯ギヨーム4世、ブローニュ伯マチュー・ダルザス、フランス王家に財務官として仕えたボーモン＝シュル＝オワーズ伯マチュー3世らと結婚。姉エリザベートの死後ヴェルマンドワ伯位を継承し女伯となった。史上最後のヴェルマンドワ家当主。